# Truncatoflabellum phoenix
Espèce
Statut CITES
Truncatoflabellum phoenix est une espèce de coraux appartenant à la famille des Flabellidae.